# Meridiancirkel

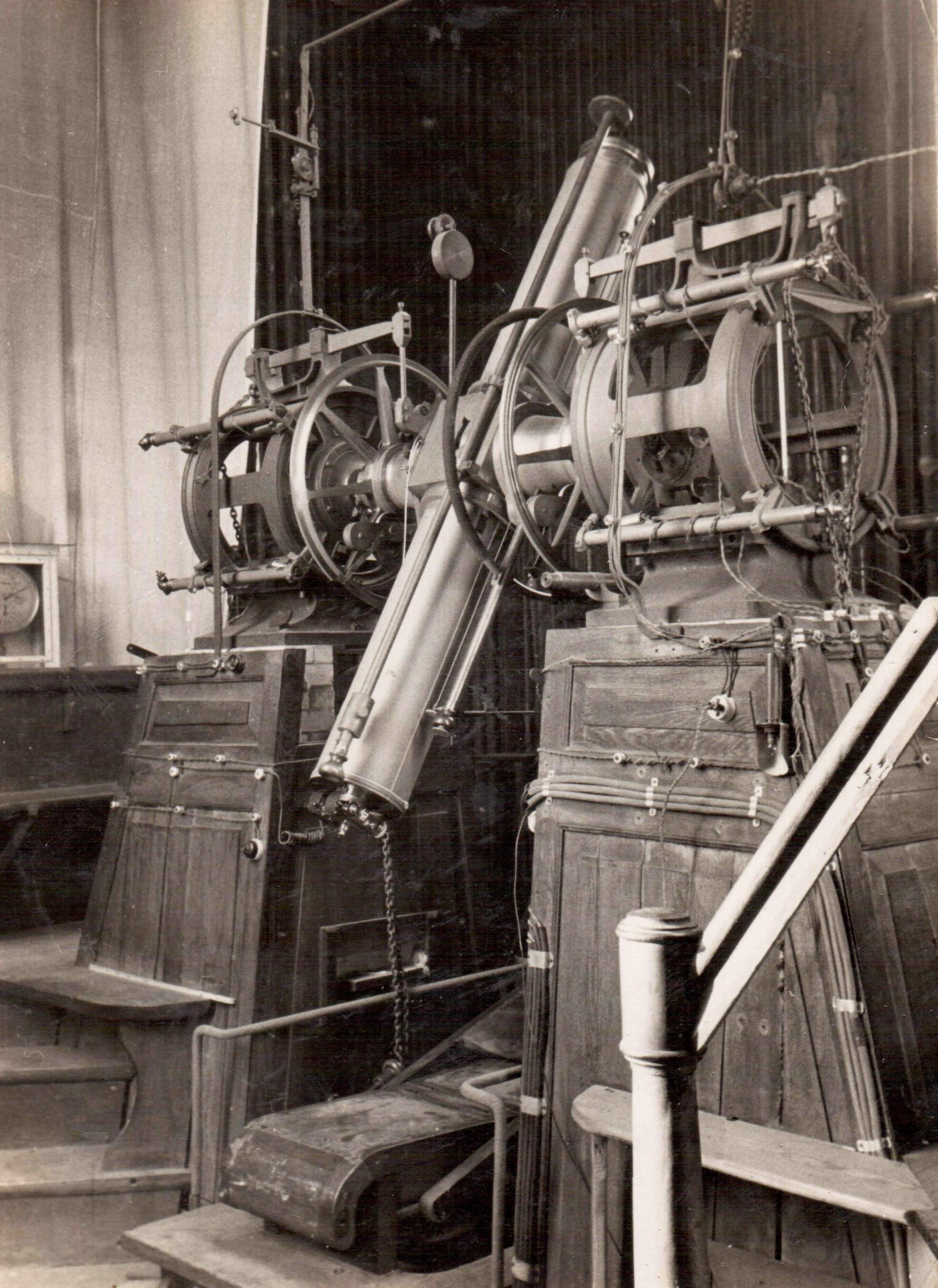
Meridiancirkel på Charkivs observatorium 1904.

En meridiancirkel är ett astronomiskt instrument för att noggrant bestämma himlakroppars positioner. Det består av ett teleskop monterat på en öst-västlig axel. Det kan därmed bara roteras i nord-sydlig riktning, i meridianplanet. En stor cirkelformad skala är monterad koncentriskt kring rotationsaxeln. När teleskopet vrids följer cirkelskalan med i rotationen. En stjärnas koordinater fastställs genom man bestämmer dess höjd och rektascension i kulminationsögonblicket. Höjden avläses på skalan och rektascensionen ges av ett ur som visar stjärntid.

## Beskrivning och användning

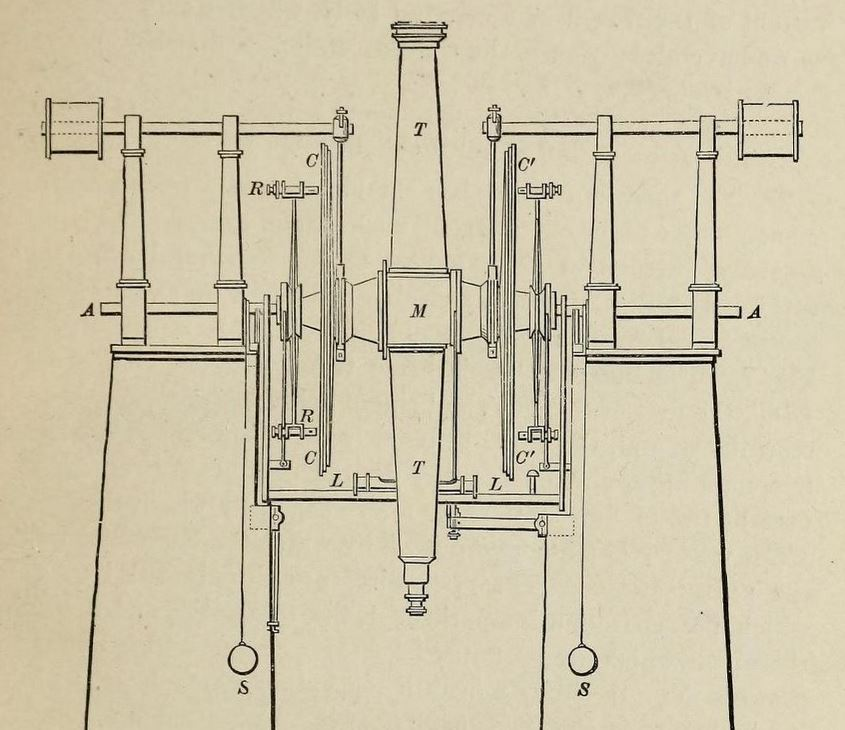
Meridiancirkel vid United States Naval Academy, Maryland. 1800-talet. T = teleskop, C = Cirkel med fingraderad skala, C' = Cirkel med grövre skala för snabb inställning av instrumentet, R = Två av totalt fyra mikroskop för avläsning av skalan.

En meridiancirkel är ett teleskop monterat på en öst-västlig axel och därmed vridbart enbart i nord-sydlig riktning, i meridianplanet. Axeln vilar på två stabila fundament, ofta av sten. En stor cirkelformad skala indelad i grader, bågminuter och bågsekunder är monterad koncentriskt kring rotationsaxeln. Skalan roterar alltså i meridianplanet med teleskopet. Ibland finns också en andra cirkel, inte så fingraderad som den första, som används för att göra en ungefärlig inställning av instrumentet.
Meridiancirkeln används för att fastställa himlakroppars ekvatoriella koordinater när man känner lokal stjärntid och latitud; eller, omvänt, för att fastställa lokal stjärntid genom att observera stjärnor med känd rektascension. När man vrider kikaren rör sig dess siktlinje i meridianplanet. Med en meridiancirkel kan en himlakropp därför bara observeras när den passerar meridianen, alltså vid kulminationen. En streckplatta i siktet markerar den exakta passagen. Vinkeln från zenit kan avläsas mot en fixpunkt bredvid skalan. Den mycket noga graderade skalan avläses med hjälp av mikroskop, ofta flera stycken som är riktade mot olika avsnitt av cirkelskalan. Medelvärdet av mätningarna antas som himlakroppens sanna vinkelhöjd.
Genom avläsning på ett stjärntidsur av tiden (Θ) för meridianpassagen får man himlakroppens rektascension (α) eftersom i övre kulmination är  Θ =  α och i undre kulmination  Θ =  α + 12 timmar. Tillsammans med vinkelhöjden i kulminationsögonblicket kan deklinationen (δ) beräknas.

## Historik

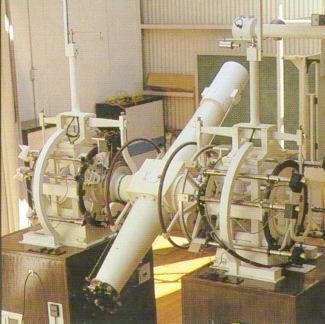
Meridiancirkel vid US Naval Observatory, byggt 1898 och använt ända till 1995.

Tycho Brahe, Jan Hevelius och andra astronomer på 1500- och 1600-talen använde många olika instrument vid sina positionsbestämningar av himlakroppar för att sedan kunna räkna fram ett rimligt medelvärde. På 1600-talet gjordes stora tekniska framsteg som möjliggjorde utvecklandet av meridiancirkeln; teleskopet, mikroskopet, pendeluret och förbättrat finmekaniskt hantverkskunnande. De viktigaste redskapen på 1700-talet blev murkvadranten som Tycho hade introducerat, pendeluret med ankare/gånghake (ca 1670), zenitinstrumentet (också ca 1670) och meridiancirkeln.
Den danske astronomen Ole Rømer konstruerade 1684 en föregångare till meridiancirkeln (se passageinstrument). Det bestod av ett linsteleskop med hårkors i siktet. Tuben var monterad på en horisontell öst-västlig axel och kunde därför bara vridas i meridianplanet. En lång visare rörde sig över en vinkelskala när teleskopet vreds. Instrumentet hade större noggrannhet än de murkvadranter som dittills använts för att bestämma himlakroppars koordinater. 1704 konstruerade Rømer en förbättrad version, en riktig meridiancirkel. Den otympliga visaren hade ersatts av en cirkelformad skala monterad koncentriskt kring rotationsaxeln. Skalan följde med när teleskopet vreds och meridianvinklar kunde avläsas mot en fixpunkt bredvid skalan.
Såväl meridiancirklar som murkvadranter och liknande instrument utvecklades under 1700-talet mot allt större precision och tillförlitlighet. På 1800- och 1900-talen var meridiancirkeln det viktigaste verktyget för att bestämma himlakroppars koordinater. Mot slutet av 1900-talet kunde en meridiancirkel tillsammans med ett atomur uppnå en noggrannhet av cirka 0,07 bågsekunder, ett resultat som överträffats först sedan man börjat använda satellitburna instrument.